# کشتی نوح (فیلم ۱۹۲۸)
کشتی نوح (انگلیسی: Noah's Ark) یک فیلم رمانتیک ملودرام آمریکایی به کارگردانی مایکل کورتیز، داریل اف. زانوک، و آنتونی کولدوی است که در سال ۱۹۲۸ منتشر شد.

## بازیگران
- دولورس کاستلو
- جورج اوبرایان
- نوا بیری، سینیور
- لوئیز فازندا
- گوین "بیگ بوی" ویلیامز
- پل مک‌آلیستر
- میرنا لوی
- آندرس راندولف
- آرمان کالیز
- ویلیام وی. مونگ
- مالکوم ویت
- نایجل ده برولیر
- نوبل جانسون
- اوتو هافمن
- اندی دیواین
- جان وین
- توربن مایر
- نینا کوارترو